# IC 2866
IC 2866 је појединачна звијезда у сазвјежђу Лав која се налази на листи објеката дубоког неба у Индекс каталогу.
Деклинација објекта је + 9° 2' 32" а ректасцензија 11h 29m 0,0s.